# تأملات في حركة عاشوراء (كتاب)
تأملات في حركة عاشوراء (الفارسية: تأملی در نهضت عاشورا) هو كتاب فارسي للمؤلف الإيراني رسول جعفريان عن ذكرى عاشوراء الإسلامية وكيف تشكلت حركة عاشوراء.
نُشرت الطبعة الثانية في عام 2020 م. تحتوي هذه الطبعة الجديدة على مقدمة وأربعة وعشرين موضوعًا
وقد انتُقد ورُوجع الكتاب عدة مرات قبل النشر.